# Propustka do pekel
Propustka do pekel je první hudební album vydané skupinou Divokej Bill v roce 2000 u vydavatelství Parlophone Czech Republic. V roce 2018 vyšla v reedici na LP. Před tímto albem kapela vydala pouze dvě demo nahrávky Sedm statečných (1998) a Osm statečných (1999) z nichž všechny písně byly znovu nahrány v tomto albu.
V roce 2001 kapela vydala i singl Plakala Sudička. K písním Plakala a Dávno byl natočen i videoklip. Většina písní je velmi oblíbena u fanoušků a proto mnohé z nich jsou hrané na všech koncertech. Například píseň Rozárka bývá zařazená jako poslední na set listu u většiny koncertů.

## Seznam skladeb
| Propustka do pekel | Propustka do pekel | Propustka do pekel | Propustka do pekel |
| Pořadí             | Název              | Autor              | Délka              |
| ------------------ | ------------------ | ------------------ | ------------------ |
| 1.                 | Brouk              | Vašek Bláha        | 3:28               |
| 2.                 | Plakala            | Vašek Bláha        | 2:44               |
| 3.                 | Kladivo            | Vašek Bláha        | 2:48               |
| 4.                 | Sudička            | Vašek Bláha        | 2:54               |
| 5.                 | Žoldák             | Vašek Bláha        | 2:48               |
| 6.                 | Dávno              | Vašek Bláha        | 4:25               |
| 7.                 | Rozárka            | Vašek Bláha        | 2:52               |
| 8.                 | Bohužel            | Vašek Bláha        | 3:18               |
| 9.                 | Průvod             | Vašek Bláha        | 2:36               |
| 10.                | Holka              | Vašek Bláha        | 2:16               |
| 11.                | Divokej Bill       | Vašek Bláha        | 3:50               |
| 12.                | Lásko              | Vašek Bláha        | 2:17               |
| 13.                | Archa              | Vašek Bláha        | 3:26               |
| 14.                | Sedni si           | Vašek Bláha        | 1:32               |
| Celková délka:     | Celková délka:     | Celková délka:     | 42:09              |

## Sestava
Vašek Bláha - zpěv, elektrická kytara
Roman Procházka - akustická kytara
Štěpán Karbulka - zpěv, megafon, djembe, tamburína
Miloš Jurda Jurač - baskytara
Adam Karlík - housle
Honza Bártl - banjo
Martin Pecka - akordeon

Honza Veselý - bicí, tamburýna